# Frangepán VII. János
Frangepán VII. János (horvátul: Ivan VII. Frankopan, 1424. július 25. után – Zákány, 1486. március 14.) a Frangepán családból származó horvát főnemes, vegliai, zenggi és modrusi gróf.

## Családja
Frangepán IV. Miklós vegliai, zenggi, vinodoli és modrusi gróf, valamint Garai Miklós Magyarország nádora nővérének, Garai Dorottyának a fiaként született 1424-ben. Apjának összesen tizenegy gyermeke volt, akik közül tíz fiú. VI. János (1405-1436), V. Miklós (?-1456), III. István (?-1484), György (csak 1416-ban említik), IX. Bertalan (?-1458), Zsigmond (?-1465), IV. Márton (1415-1479), IV. Dujam (1416-1487), I. András (1434-1439) és VII. János (1424-1486). Az egyetlen lányt Katalint csak 1416-ban említik, amikor Nelipić Iván legidősebb fiával jegyezték el. Frangepán Jánosnak feleségével, Morosini Erzsébettel kötött házasságából két gyermeke született, Miklós és Mária Katalin, akik közül csak Katalin élte túl.

## Élete
Frangepán János csak apja halála (1432) utáni években tűnik fel az oklevelekben, idősebb, azonos nevű testvérétől VI. Jánostól megkülönböztetve a „iunior” megjelöléssel. Jelentősége bátyja, János (1436) és Zsigmond király halála (1437) után nőtt meg, amikor idősebb testvéreivel együtt Erzsébet királynét támogatta. 1440. augusztus 23-án szövetséget kötött III. Frigyessel és a Cilleiekkel. Az 1440-es évek közepétől kitört családi belviszály idején Velencében keresett menedéket testvérei III. István és IV. Márton ellen. 1447-ben Frangepán Márton és János kérésére V. Miklós pápa engedélyezte, hogy a košljuni apátságba, mely az utolsó bencés apát Domonkos halála után elhagyatottan állt krki obszerváns ferenceseket hozzanak. Később Frangepán János lánya Mária Katalin adományából a templomot megújították és bővítették, majd az Angyali Üdvözlet tiszteletére szentelték fel. 1448-ban Velencében tartózkodott, és innen kért segítséget. 
A családi viszály 1449-ben a birtokfelosztással ért véget, melynek során János megkapta Bužane megyét és a vinodoli Hreljin várát. Noha 1449 végén e birtokokon kívül Drivenik várát is birtokolta, nem volt megelégedve azzal, amit kapott, és 1451-ig folytatta a konfliktusokat testvéreivel, amikor birtokait Veglia (Krk) szigetére cserélte. Az év végén magát és Krk szigetét is velencei védelem alá helyezte, 1452-től pedig már az ősi családi birtok egyedüli ura volt. Ettől fogva a latin nyelvű oklevelekben „Veglae tociusque insulae dominus et comes” (egész Veglia szigetének ura és grófja) néven szerepel. Krk uraként Krk városában rendezi be székhelyét és 1453. február 20-án Vrbnik környékén két kápolnát adományoz Krk püspökének. Néhány nappal később (március 2-án) vagyonát, és Krk szigetét a velenceiekre hagyta örökségül, ha utódok nélkül halna meg feltéve, hogy haláláig védelmezik. Velencével való kapcsolatát 1454-ben tovább erősítette azzal, hogy feleségül vette Erzsébetet, Paolo Morosini velencei nemes lányát.
1455. augusztus 20-án a zenggi Szent Megváltó pálos kolostornak adományozta a bašćanska dragai Szent Kozma és Damján templomot.
Krk egyedüli uraként teljesen elszakadt testvéreitől, és többé nem is vett részt a közös találkozókon, és nem is foglalkozott a szigeten kívüli eseményekkel. A rá nehezedő velencei nyomás fokozatos erősödése (1461-től a krki sólepárlók teljes lerombolására törekedett) azonban közelebb hozta Mátyás királyhoz és I. Ferdinánd nápolyi királyhoz. 1465 és 1468 között Omišalj környékére morlákokat telepített. 1469 év végén, amikor Mátyás hadvezére Magyar Balázs elfoglalta Zengget már újra érdeklődést mutatott a szárazföldi helyzet iránt is. Ebben az időben kezdte meg a sziget megerősítését, 1470-ben Omišaljban tornyos kastélyt építtetett. Velencei alattvalóként az Isztrián és más területeken harcolt a III. Frigyes császár uralma alatti területek ellen. 1479-ben megtámadta beteg testvére Frangepán Márton birtokait, és elfoglalta városait, Novit és Bribirt, ami arra késztette IV. Mártont, hogy örökségét Mátyás királyra hagyja.
A raguzai Marin Žunjević, valamint a zenggi és gatai kapitányok segítségével Magyar Balázs kiűzte Jánost Vinodolból, és 1480-ra már uralta Vinodol Márton örökségéhez tartozó részét, sőt átmenetileg elfoglalta Omišaljt és ostrom alá vette Krk városát is. János erre válaszul átadta Krk szigetét a velenceieknek, akik kiűzték a horvát-magyar sereget, és átvették a sziget igazgatását. Bár János formálisan még mindig Krk ura volt (kormányzóhelyetteseket, bírákat és vámszedőket nevezett ki), valódi hatalmuk a velenceieknek volt a sziget felett. 1480. március 28-án Vittorio Sopranzo kapitánynak utasítást adtak, hogy Jánost vigye Velencébe.  Április 19-től a sziget kormányzója A. Vinciguerra lett. November 25-én a velenceiek úgy döntöttek, hogy a velencei állam biztonsága érdekében, valamint egyéb okok miatt János gróf ne kapja vissza a hatalmat Krk szigetén, de ennek ellentételezésére legalább 1000 dukát éves járadékot állapítanak meg a számára. Úgy tűnik, hogy a rendkívüli pénzszűke arra kényszerítette Erzsébet grófnét, hogy elfogadja velencei alamizsnát, de János hallani sem akart róla, hanem arról álmodozott, hogy elhagyja Velencét. 1481 második felében János a velencei internálásból III. Frigyes császárhoz szökött, akinek kérésére a velenceiek 1483-ban beleegyeztek, hogy Jánosnak pénzbeli kártérítést fizessenek, valamint hogy visszaadják marháit és egyéb krki ingóságait.
Mivel Velence uralmával továbbra is elégedetlen volt, 1484-ben csatlakozott Milánó, Ferrara és Nápoly szövetségéhez a velenceiek ellen, de birtokait nem nyerte vissza. Ezután csatlakozott Mátyás III. Frigyes császár elleni háborújához, 1485-ben pedig a királlyal együtt vonult be Bécsbe, ahol Mátyás udvarmesterévé nevezte ki, és Bécs helytartójává szándékozott kinevezni. Hamarosan azonban összetűzésbe került a királlyal, ezért kiutasították az országból. Útközben megbetegedett és megállt a horvát határ melletti Dráva melletti Zákány községben, ahol 1486. április 26. előtt meghalt. 1486-ban a vegliai kormányzó Vinciguerra jelentette halálhírét Velencének. Vjekoslav Klaić szerint valószínűleg március 14-én halt meg, és Košljun szigetén temették el. Mivel újabb végrendelet nélkül halt meg, így az 1453-ból származó végrendelete maradt érvényben, melyben a Velencei Köztársaságot nevezve meg örököséül.
Lánya, Katalin nem hagyta el Velencét, ahol kétszer ment férjhez. Első férje Francesco Dandolo, a második pedig Andrea Foscolo volt, mindkettő gazdag velencei nemesi család sarja. Minden bizonnyal 1520. április 30-a előtt halt meg, mert ezen a napon unokatestvére, Frangepán Bernát gróf már követelte az isztriai San Vincenti birtokát (Pazin és Vodnjan között), amelyért velencei rokonai, például Morosinik is harcoltak. Katalin grófnő halála előtt végrendeletet készített, amelyben a košljuni Szűz Mária kolostornak 1000 dukátot hagyott, hogy befejezhessék a kolostortemplom javítását, amelyet még szerencsétlen édesapja kezdett el. Elrendelte továbbá, hogy testét Košljunba szállítsák, és ott az említett templomban a nagyoltár mellé temessék, ahol apját Frangepan Jánost is eltemették. Kívánsága teljesült, de néhány év elteltével a sírját áthelyezték a Szent Bernát-kápolnába, ahol maradványa ma is megtalálható. Végrendeletében Frangepán Jánost, Bernát gróf fiát vagy unokáját jelölte ki örökösévé, aki 1522. január 10-én Velencébe érkezett, hogy átvegye unokatestvére örökségét.

## Mecénási tevékenysége
Frangepán János amellett, hogy templomokat építtetett és kolostorokat alapított, ápolta a glagolita ábécét és az ószláv istentiszteletet, valamint glagolita kéziratokat is gyűjtött. Hozzá tartozott az a 11. században íródott glagolita kódex, melynek megőrzött része Kloč glagolita könyve néven ismeretes. Nevéhez fűződik az első nyomtatott horvát nyelvű könyv, egy 1483-ból származó glagolita misekönyv. János volt az adományozója a krki katedrális ezüst domborművének, amely Szűz Mária mennybevételét és megkoronázását ábrázolja. A hagyomány szerint János, felesége Erzsébet és gyermekeik, Mária Katalin és Miklós voltak az adományozói a vrbniki plébániatemplom Rózsafüzér királynője oltárának. Az újabb időkben a művészettörténészek megállapították, hogy az oltár és alkotásai a 17. században (1617 körül) készültek. Lánya, Mária Katalin 1520-ban 1000 dukátot hagyott örökül a Košljun-szigeti templom befejezésére, és 1529-ben a főoltár mellé temették (maradványait a 18. században a Szent Bernát-kápolnába és a templom bejárata közelébe helyezték át). A sír azonban az átépítések következtében elveszett. A kápolna közelmúltbeli (1975) rekonstrukciója és felújítása során az oltár antependiumának tábláját találták meg, amelyre két címert faragtak. Az egyiken a krki grófi címer a másikon pedig Keresztelő János levágott feje látható, mely talán VII. János gróf személyét jelöli. A szakemberek ez alapján azt feltételezik, hogy ott temették el Krk utolsó grófját, VII. Jánost.